# Paulina Porizkova
Paulina Porizkova (tên khai sinh: Pavlína Pořízková /ˈpavli:na ˈpor̝i:skova:/, sinh ngày 08 tháng 04, 1965) là một siêu mẫu và diễn viên Mỹ gốc Séc. Hiện bà đang là công dân hợp pháp của cả hai quốc gia Mỹ và Thuỵ Điển

## Thuở nhỏ
Sinh tại Prostějov, Tiệp Khắc, khi vừa tập tễnh biết đi, bà đã được cha mẹ dẫn đi tị nạn trong trận vây hãm Tiệp Khắc của khối Vác-xa-va năm 1968. Gia đình họ được chuyển đến sinh sống tại thành phố Lund, miền nam Thụy Điển; và gửi Paulina cho bà chăm sóc, sau này họ sẽ về nhận lại.
Tuy nhiên, chính quyền Tiệp Khắc ngăn cấm hành động trên, dẫn đến cuộc tranh luận rộng khắp về quyền công dân của bà trên các trang báo của Thụy Điển. Sau nỗ lực đòi con không thành - mẹ của bà bị quân đội quốc gia bắt giữ, chính trị gia Olof Palme gây sức ép buộc chính quyền cộng sản cho phép gia đình Pořizková đoàn tụ sau bảy năm xa cách. Nhưng không bao lâu sau đó, cuộc đoàn tụ cũng tan vỡ. Hai cha con sau đó mất liên lạc.
Tự thân mẹ của bà phải nuôi lớn hai chị em bà (và đứa em trai Jachym sinh ra trong khoảng thời gian bà bị bắt). Bà mẹ ấy đã phải ăn cắp cả bánh mì để nuôi lớn những đứa con. Paulina cũng đã sống rất khốn khổ ở Thuỵ Điển, bà bị đối xử và mỉa mai như một đứa bé nghèo khổ đi tị nạn chính trị.

## Sự nghiệp

### Người mẫu
Năm 1980, một người bạn thân đã vô tình chụp ảnh chân dung của Paulina và đem gửi đến Công ty đào tạo người mẫu Elite. Giám đốc điều hành đương thời John Casablancas đã bị Paulina Porizkova cuốn hút, và mời cô đến tham gia trình diễn ở Paris. Đây là lời mời rất hấp dẫn đối với một cô gái trẻ và hơn thế nữa một con người đang muốn trốn chạy khỏi đất nước Thụy Điển và quyết tâm tự lập.
Với chiều cao hoàn hảo 1m80, cô nhanh chóng bước vào hàng ngũ những người mẫu hàng đầu thập niên 1980, danh tiếng cô càng vang dội hơn khi cô tham gia chụp ảnh cho các thương hiệu áo tắm, người mẫu trang bìa của tạp chí Sports Illustrated năm 1984-1985 (Bức ảnh bìa đầu tiên chụp năm 1983). Bước đột phá thứ ba là chụp ảnh đồ tắm với tạp chí Life (làm S.I. covergirl).
Paulina Porizkova còn xuất hiện trên trang bìa của tạp chí gợi dục nổi tiếng dành cho đàn ông Playboy vào tháng tám 1987 trong bức ảnh kín đáo nhưng gợi cảm. Trước đó vài năm, cô chụp ảnh khoả thân cho tạp chí GQ, phô diễn cảm giác không được thoả mãn của một người phụ nữ. Hai năm 1988 & 1989, cô chụp ảnh trên lịch với nhiếp ảnh gia Marco Glaviano; bán được hàng trăm ngàn bản in, mở đường cho cô bước lên ngang hàng với Cindy Crawford và Frederique van der Wal.
Paulina Porizkova hai lần được tạp chí People bầu chọn là một trong Năm mươi Người đẹp Nhất Thế giới, trong những năm 1990 và 1992. Tạp chí Harper's Bazaar bình chọn cô là một trong mười người đẹp nhất năm 1992. Tạp chí American Photo cho rằng cô chính là người mẫu đại diện thập niên 1980. Cô còn xuất hiện trên nhiều trang quảng cáo của các tạp chí toàn cầu suốt hai thập niên 80-90, như: Vogue, ELLE, Harper's Bazaar, tạp chí Self, Cosmopolitan, và Glamour. Tham gia quảng cáo nước ngọt Sprite dành cho người ăn kiêng. Xuất hiện trong ấn bản kỉ niệm 20 năm thành lập tạp chí Cosmopolitan (tháng 11 năm 1985).
Paulina là người mẫu có thu nhập cao nhất năm 88, với: hợp đồng quảng cáo trị giá $6.000.000 với thương hiệu mỹ phẩm Estee Lauder, thay thế người mẫu Willow Bay. Chiến lược quảng cáo cuối thập nhiên 80 của Estee Lauder chuyển hướng đối tượng từ các quý bà thành đạt sang các bạn gái trẻ ở nông thôn. Chiến dịch quảng cáo này thu được rất nhiều lời khen ngợi cũng như phê bình thậm tệ. Chuyên viên trang điểm của Estee Lauder đã biến một Paulina Porizkova-áo tắm trong mắt công chúng thành một quý bà Âu châu, và cô cũng được chọn làm gương mặt đại diện công ty cho đến năm 1995.
Paulina Porizkova xuất hiện trong các tác phẩm của Marco Glaviano, hai quyển Models và Sirens; ảnh Fashion Photography của Patrick Demarchelier. Sau đó là ảnh đồ tắm gây chấn động trên tạp chí LIFE; chụp ảnh cho tạp chí Women; nhiếp ảnh: Herb Ritts.
Có một khe lớn giữa hai răng cửa, nên trong giai đoạn đầu của sự nghiệp người mẫu cô luôn xuất hiện với nụ cười rất khẽ (che cái xấu). Một nhà phê bình cho rằng đó là một cái nhọt lớn trên khuôn mặt hoàn hảo. Nhưng cũng vì thế mà Paulina tạo được dấu ấn riêng cho chính mình, một người mẫu nghiêm nghị-ít cười. Trong bộ phim Anna, cô phải sửa và quay phim cảnh chỉnh hình khe răng hở. Một đặc trưng khác là "cái nhìn mơ màng" của cô, xuất phát từ chứng loá mắt trước ống kính do cận thị nặng.
Sau khi hạ sinh đứa con đầu lòng (1993), Paulina ít xuất hiện trên các sàn diễn thời trang để dành thời gian chăm sóc gia đình. Không lâu sau, cô tham gia vào các bộ phim tư nhân; ký hợp đồng làm người mẫu đại diện cho Escada. Đầu 2001, cô trở thành người dẫn của chương trình truyền hình E!, phát trên Style Channel. Đầu 2005, lần đầu tiên cô tham gia chụp ảnh trong catalogue Victoria's Secret.
Hiện tại, Paulina đang là thành viên chính thức trong hội đồng giám khảo của America's Next Top Model, từ mùa thi thứ 10 thay thế cho biểu tượng thòời trang huyền thoại Twiggy. Bà xuất hiện hàng tuần trong chương trình, đưa ra những lời nhận xét định hướng cho thí sinh.
Xuân 2007, Paulina Porizkova là khách mời trong chương trình truyền hình thực tế Dancing with the Stars (Nhảy cùng Sao)., nhưng cô sớm bị loại.

### Diễn xuất
Năm 1983, lần đầu tiên xuất hiện trên màn ảnh trong bộ phim tài liệu có hư cấu về nghề người mẫu Portfolio (1983). Tuy mới gần 18, nhưng cô đã cố gắng trông trưởng thành hơn các đàn chị, và trở thành "cô gái nền" trong phim.
Paulina tham gia phim Anna (thủ vai Sally Kirkland) năm 1987, được tạp chí Vogue hậu thuẫn rất nhiều. Năm 1989, cô hẹn hò với Tom Selleck, nam diễn viên đóng cặp trong phim Her Alibi. Tuy nhiên, bộ phim này không mang lại nhiều vinh quang cho cô; cùng với một đề cử Giải mâm xôi vàng với vai nữ chính tồi nhất trong bộ phim này.
1989, tạp chí "Moda" của Ý phao tin cô sẽ đóng cặp với Robert De Niro trong một phim của Sergio Leone xoay quanh đề tài trận Leningrad diễn ra trong Thế chiến II, nhưng phim không thể bấm máy do cái chết của đạo diễn. Sau đó, cô tham gia Arizona Dream, cùng với tài tử Johnny Depp và Jerry Lewis, trong một vai phụ (vợ sắp cưới của Lewis); tham gia phim Thursday (1988).
Năm 2001, Paulina làm biên kịch và đạo diễn phim Roommates. Năm 2004, tham gia phim lãng mạn Knots; trước đó, cô đã đánh mất cơ hội trở thành bạn tình của điệp viên James Bond trong tập GoldenEye (1995) vì không muốn đánh mất thời gian quý báu ở cạnh bên gia đình, cũng như sự nghiệp người mẫu.
Paulina từng xuất hiện trong nhiều chương trình truyền hình như The Colbert Report18-04-07.

### Viết văn
Paulina Porizkova vừa cho xuất bản quyển tiểu thuyết A Model Summer (tạm dịch: Mùa hè rất mẫu) (ISBN 1-4013-0326-9) (ISBN 978-1-4013-0326-6). Truyện kể về một bé gái 15 tuổi người Thuỵ Điển tình cờ được chọn vào một công ty quản lý người mẫu danh tiếng; cô bé được mời sang Paris làm việc trong mùa hè đó.
Tháng 09 1992, bà cho phát hành quyển truyện The Adventures of Ralphie the Roach do các con của bà viết (tạm dịch: Những cuộc phiêu lưu của Ralphie Cá chép) (ISBN 0-385-42402-7) (ISBN 978-0-385-42402-8), đồng tác giả: Joanne Russell, minh hoạ: Adam Ocasek.

## Đời tư
Ngày 23 tháng 08, 1989, Paulina kết hôn với Ric Ocasek, ca sĩ chính trong ban nhạc pop-rock The Cars. Họ gặp nhau năm 1984 trong khi ghi hình clip nhạc "Drive", đạo diễn: Timothy Hutton. Khi ấy, Paulina Porizkova chỉ mới 19 và Ric đã kết hôn. Cặp đôi này có với nhau hai đứa con: Jonathan Raven Ocasek, sinh ngày 04 tháng 11 năm 1993, và Oliver Orion Ocasek, sinh ngày 23 tháng 05, 1998.
Paulina là đề tài chính của ca khúc "Friends of P" (tạm dịch: Bạn của P) trong album Return of the Rentals phát hành năm 1995 của The Rentals, viết lời: ca sĩ chính Matt Sharp, đồng thời là cựu thành viên Weezer; cùng ca khúc "Paulina" trong album đầu tay của nhóm No Doubt

"It's about Paulina Porizkova, who is Rick Ocasek's wife, who used to come down to Electric Ladyland studios when we were recording the Blue album. And she would read our palms, and she was pregnant and she would just hang out. And we were like, "Wow, a pregnant supermodel is reading our palms." And then she would complain about how only bands like Warrant and all these '80s heavy metal bands are the only people who would write songs about her. And so she was really bummed out that nobody cool was writing songs about her now, so I wrote that song for her while we were at Electric Lady as an attempt to get her out of the '80s hair metal rut she was stuck in."

Hiện tại, Paulina được công nhận là công dân hợp pháp của Mỹ vóới tên công dân: Paulina Porizkova-Ocasek.